# Dipartimento di Chalatenango
Il dipartimento di Chalatenango è uno dei 14 dipartimenti di El Salvador, istituito il 14 febbraio 1855. Si trova nella parte settentrionale del paese.

## Comuni del dipartimento
- Agua Caliente
- Arcatao
- Azacualpa
- Chalatenango (capoluogo)
- Citalá
- Comalapa
- Concepción Quezaltepeque
- Dulce Nombre de Maria
- El Carrizal
- El Paraíso
- La Laguna
- La Palma
- La Reina
- Las Vueltas
- Nombre de Jesús
- Nueva Concepción
- Nueva Trinidad
- Ojos de Agua
- Potonico
- San Antonio La Cruz
- San Antonio Ranchos
- San Fernando
- San Francisco Lempa
- San Francisco Morazán
- San Ignacio
- San Isidro Labrador
- San José Cancasque
- San José Las Flores
- San Luis del Carmen
- San Miguel de Mercedes
- San Rafael
- Santa Rita
- Tejutla